# دانشگاه ملی هوانوردی
دانشگاه ملی هوانوردی (به اوکراینی: Національний авіаційний університет) یکی از دانشگاه‌های کشور اوکراین است که در شهر کی‌یف قرار دارد. این دانشگاه شامل ۱۶ مؤسسه، ۲ دانشکده جدا، ۳ سالن سخنرانی، ۶ دانشگاه، ۱۲ مؤسسه و ۸ دپارتمان می‌باشد.